# 2 décembre 2002
Le lundi 2 décembre 2002 est le 336e jour de l'année 2002.

## Décès
- Achille Castiglioni (né le 16 février 1918), architecte et designer italien.
- Alain Chany (né en 1946), écrivain français.
- Arno Peters (né le 22 mai 1916), cartographe, historien.
- Edgar Scherick (né le 16 octobre 1924), producteur de films américain.
- Ivan Illich (né le 4 septembre 1926), philosophe autrichien.
- Mal Waldron (né le 16 août 1925), pianiste de jazz américain.
- Mehmet Emin Toprak (né le 11 octobre 1974), acteur turc.
- Sergio Bagú (né le 10 janvier 1911), sociologue et historien mexicain.

## Événements
- Rencontre à Londres entre Nicolas Sarkozy et son homologue britannique David Blunkett, sur la fermeture du centre de Sangatte (Pas-de-Calais) dès le 30 décembre, soit trois mois avant la date prévue.
- Le gouvernement américain réaffirme que le résultat des inspections de l'ONU importe peu et que seules compteront « les preuves » fournies par le gouvernement irakien sur l'avancée de son désarmement.
- Sortie de la chanson Boogie 2nite.
- Sortie de la chanson Des mots qui résonnent ! de Jenifer.
- Début de la série Disparition.
- Sortie de la chanson Feel de Robbie Williams.
- Création de la banque Sumitomo Mitsui Financial Group.
- Sortie du jeu vidéo The Legend of Zelda: A Link to the Past / Four Swords.